# Michaił Cełak
Michaił Michajłowicz Cełak (ros. Михаил Михайлович Целак; ur. 5 kwietnia 1922 w Kijowie, zm. 17 marca 1945) – radziecki wojskowy, młodszy porucznik, Bohater Związku Radzieckiego (1943).

## Życiorys
Był Ukraińcem. Skończył szkołę średnią, w 1942 został powołany do Armii Czerwonej, od 1943 należał do WKP(b). Po ukończeniu szkoły wojskowej został skierowany na front, walczył kolejno na Froncie Południowo-Zachodnim, Woroneskim i 1 Ukraińskim. Jesienią 1943 jako dowódca plutonu 25 Gwardyjskiej Zmechanizowanej Brygady Piechoty 7 Gwardyjskiego Korpusu Zmechanizowanego 60 Armii Frontu Woroneskiego brał udział w bitwie o Dniepr, w tym 28 września w rejonie Kijowa, kierując nocną przeprawą grupy żołnierzy tratwą przez Dniepr między filarami wysadzonego mostu i nagłym atakiem na niemieckie pozycje. W walce jego pluton zniszczył 6 niemieckich stanowisk karabinów maszynowych, jedno działo, 4 moździerze i zabił wielu żołnierzy i oficerów, przerywając niemiecką linię obrony na tym obszarze. 17 października 1943 otrzymał za tę akcję tytuł Bohatera Związku Radzieckiego i Order Lenina. 17 marca 1945 zginął w walce na terytorium Polski. Został pochowany w Krakowie.